# Kabinett Brnabić II
Das Kabinett Brnabić II war vom 28. Oktober 2020 bis zum 26. Oktober 2022 die Regierung der Republik Serbien. Es folgte nach der Parlamentswahl 2020 auf das Kabinett Brnabić I. Das Kabinett bestand neben Ministerpräsidentin Ana Brnabić aus 23 Ministern.

## Zusammensetzung
| Ministerium/Amt                                                                                           | Minister                | Partei                                     |
| --- | ----------------------- | ------------------------------------------ |
| Ministerpräsident                                                                                         | Ana Brnabić             | SNS                                        |
| Ministerium für Bergbau und Energie Stellvertretender Ministerpräsident                                   | Zorana Mihajlović       | SNS                                        |
| Ministerium für Bildung, Wissenschaft und technologischen Fortschritt Stellvertretender Ministerpräsident | Branko Ružić            | SPS                                        |
| Ministerium für Kultur und Information Stellvertretender Ministerpräsident                                | Maja Gojković           | SNS                                        |
| Ministerium für Landwirtschaft, Forstwirtschaft und Wasserwirtschaft Stellvertretender Ministerpräsident  | Branislav Nedimović     | SNS                                        |
| Ministerium für Verteidigung Stellvertretender Ministerpräsident                                          | Nebojša Stefanović      | SNS                                        |
| Ministerium für Arbeit, Beschäftigung, Veteranen und Soziales                                             | Darija Kisić Tepavčević | SNS (seit November 2021, vorher parteilos) |
| Ministerium für Äußeres                                                                                   | Nikola Selaković        | SNS                                        |
| Ministerium für Bauangelegenheiten, Transport und Infrastruktur                                           | Tomislav Momirović      | SNS                                        |
| Ministerium für europäische Integration                                                                   | Jadranka Joksimović     | SNS                                        |
| Ministerium für Familienwohlfahrt und Demographie                                                         | Ratko Dmitrović         | parteilos                                  |
| Ministerium für Finanzen                                                                                  | Siniša Mali             | SNS                                        |
| Ministerium für Gesundheit                                                                                | Zlatibor Lončar         | SNS                                        |
| Ministerium für Handel, Tourismus und Telekommunikation                                                   | Tatjana Matić           | SDPS                                       |
| Ministerium für Inneres                                                                                   | Aleksandar Vulin        | PS                                         |
| Ministerium für Jugend und Sport                                                                          | Vanja Udovičić          | SNS                                        |
| Ministerium für Justiz                                                                                    | Maja Popović            | parteilos                                  |
| Ministerium für ländliche Wohlfahrt                                                                       | Milan Krkobabić         | PUPS                                       |
| Ministerium für Menschenrechte und Minderheitenrechte                                                     | Gordana Čomić           | parteilos                                  |
| Ministerium für öffentliche Verwaltung und lokale Selbstverwaltung                                        | Marija Obradović        | SNS                                        |
| Ministerium für Umweltschutz                                                                              | Irena Vujović           | SNS                                        |
| Ministerium für Wirtschaft                                                                                | Anđelka Atanasković     | SNS                                        |
| Minister ohne Geschäftsbereich                                                                            | Nenad Popović           | SNP                                        |
| Minister ohne Geschäftsbereich                                                                            | Novica Tončev           | SPS                                        |